# Rhigosaurus
Rhigosaurus es un género de extinto terápsido terocéfalo, que vivió en la Antártida durante el Triásico Inferior. Se conoce a partir del espécimen holotipo AMNH FARB 9525, descubierto en la Formación Fremouw y que incluye un cráneo parcial aplastado y dañado que incluye la bóveda craneana, parte del rostro y del hueso dentario. Este género fue clasificado inicialmente en la ahora obsoleta familia Scaloposauridae, basándose en la presencia de huesos parietales aplastados y la carencia de una abertura pineal, pero una revisión posterior indicó que estos rasgos son producto de observación errónea, producto de la deformación del fósil y de que este parece corresponder a un espécimen juvenil. Por tanto, el fósil carece de autapomorfias claras y es considerado como un género nomen dubium, no siendo posible clasificarlo más allá de pertenecer a la superfamilia Baurioidea.